# Stay with Me (Calvin Harris, Justin Timberlake, Halsey e Pharrell Williams)
Stay with Me è un singolo del disc jockey britannico Calvin Harris e dei cantanti statunitensi Justin Timberlake, Halsey e Pharrell Williams, pubblicato il 15 luglio 2022 come terzo estratto dal sesto album in studio di Harris Funk Wav Bounces Vol. 2.
Il video del brano è diretto da Emil Nava.

## Classifiche

### Classifiche settimanali
| Classifica (2022) | Posizione massima |
| ----------------- | ----------------- |
| Belgio (Fiandre)  | 28                |
| Belgio (Vallonia) | 21                |
| Bulgaria          | 5                 |
| Canada            | 51                |
| Irlanda           | 15                |
| Lituania          | 58                |
| Paesi Bassi       | 35                |
| Polonia           | 20                |
| Regno Unito       | 10                |
| Svezia            | 43                |
| Ucraina           | 84                |

### Classifiche di fine anno
| Classifica (2022) | Posizione |
| ----------------- | --------- |
| Belgio (Fiandre)  | 189       |
| Belgio (Vallonia) | 115       |